# Албион (Пенсилванија)
Албион (енгл. Albion) град је у америчкој савезној држави Пенсилванија.

## Демографија
По попису из 2010. године број становника је 1.516, што је 91 (-5,7%) становника мање него 2000. године.
| Група             | 2000.         | 2010.         |
| Белци             | 1.565 (97,4%) | 1.450 (95,6%) |
| Афроамериканци    | 8 (0,5%)      | 14 (0,9%)     |
| Азијати           | 6 (0,4%)      | 1 (0,1%)      |
| Хиспаноамериканци | 19 (1,2%)     | 27 (1,8%)     |
| Укупно            | 1.607         | 1.516         |